# Contrast (visió)

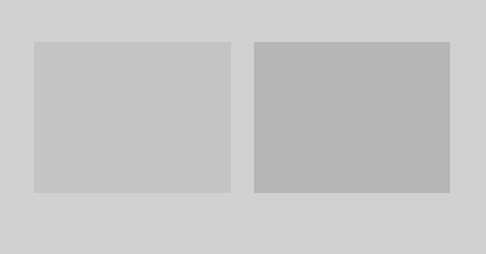
L'objecte de la dreta té més contrast que el de l'esquerra.

El contrast es defineix com la diferència relativa en intensitat entre un punt d'una imatge i els seus voltants. Tots els objectes són percebuts pels contrasts de color i de luminància que mostren les diferents parts de la superfície en qüestió i en relació amb el fons en què apareix l'objecte.
Per a nivells d'il·luminació prou elevats, l'ull normal és sensible als colors, mentre que per a nivells baixos d'il·luminació els objectes són percebuts fonamentalment pel contrast de luminàncies que presenten en relació amb el fons.
Un exemple senzill és el contrast entre un objecte de lluminositat constant sobre un fons d'una lluminositat constant. Si totes dues superfícies tenen la mateixa lluminositat, el contrast serà nul, i l'objecte tant físicament com perceptivament serà indistingible del fons. Segons s'incrementa la diferència en lluminositat l'objecte serà perceptivament distingible del fons una vegada assolit el llindar de contrast, que se situa al voltant del 0,3% de diferència en lluminositat, (per exemple: Legge & Kersten, 1987).